# Geckoella triedrus
Geckoella triedrus är en ödleart som beskrevs av  Günther 1864. Geckoella triedrus ingår i släktet Geckoella och familjen geckoödlor. IUCN kategoriserar arten globalt som nära hotad. Inga underarter finns listade i Catalogue of Life.